# Sturmgeschütz-Brigade 394
De Sturmgeschütz-Abteilung 394 / Sturmgeschütz-Brigade 394 was tijdens de Tweede Wereldoorlog een Duitse Sturmgeschütz-eenheid van de Wehrmacht ter grootte van een afdeling, uitgerust met gemechaniseerd geschut. Deze eenheid was een zogenaamde Heerestruppe, d.w.z. niet direct toegewezen aan een divisie, maar ressorterend onder een hoger commando, zoals een legerkorps of leger.
Deze Sturmgeschütz-eenheid kwam in actie aan het westfront gedurende zijn hele bestaan.

## Krijgsgeschiedenis

### Sturmgeschütz-Abteilung 394
Sturmgeschütz-Abteilung 394 werd opgericht in maart 1944 in Deutsch Eylau. De Abteilung was oorspronkelijk bedoeld om organiek in de 18e Artilleriedivisie geplaatst te worden, maar dat is nooit gebeurd. In april 1944 werd de Abteilung verplaatst naar Tours, onder “Aufstellungsstab West” voor verdere training. In mei volgde een verplaatsing naar Azay-le-Rideau.
Op 10 juni 1944 werd de Abteilung in Azay-le-Rideau omgedoopt in Sturmgeschütz-Brigade 394.

### Sturmgeschütz-Brigade 394
De omdoping in Sturmgeschütz-Brigade betekende echter geen organisatorische verandering, de samenstelling bleef gelijk. De brigade nam personeel en voertuigen over van de Sturmgeschütz-Batterie 741, die voorheen deel was van de 18e Artilleriedivisie. Nadat de geallieerden uitbraken uit het Normandië-bruggenhoofd, werd de brigade begin augustus 1944 in de strijd geworpen bij het 84e Legerkorps, o.a. bij Vire. Tegen de tijd dat de brigade uitbrak uit de Falaise pocket en daarna terugtrok door Frankrijk naar de Duitse grens had deze 50% van het personeel en alle Sturmgeschützen verloren. Na een korte opfris was de brigade op 11 september in actie bij Henri-Chapelle en vervolgens actief in de Slag om Aken tot en met november 1944. Voor de Slag om de Ardennen was de brigade voorzien voor het 6e Pantserleger, maar was iets laat en werd ingezet bij het 15e Leger
Begin januari werd de brigade naar Heeresgruppe G verplaatst en voerde als onderdeel van het 39e Pantserkorps aanvallen als deel van Operatie Nordwind. Tegen eind februari werd de brigade, samen met de 7e Paradivisie, weer naar het noorden verplaatst en kwam in actie in het bruggenhoofd Wesel. Eind maart, na de geallieerde overgang over de Rijn bij Wesel, waarbij de brigade bij luchtaanvallen het merendeel van de Sturmgeschützen verloor, verdedigde de brigade nog bij Hamminkeln en trok daarna terug via het Teutoburgerwoud richting de Harz. Tegen die tijd waren alle Sturmgeschützen verloren gegaan en de resten werden opgenomen in de nieuw gevormd Infanteriedivisie "Ferdinand von Schill" in april 1945.

### Einde
De Sturmgeschütz-Brigade 394 ging in april 1945 op in de Infanteriedivisie "Ferdinand von Schill" en was daarmee geen zelfstandige eenheid (lees Heerestruppe) meer.

## Samenstelling
- Staf
- 1e Batterij
- 2e Batterij
- 3e Batterij

## Commandanten
| Rang         | Naam                             | Begin           | Eind            |
| ------------ | -------------------------------- | --------------- | --------------- |
| Hauptmann    | Freiherr Carl Friedrich von Jena | april 1944      |                 |
| Oberleutnant | Werther                          | april 1944      |                 |
| Hauptmann    | Freiherr Carl Friedrich von Jena | mei 1944        | 6 augustus 1944 |
| Hauptmann    | Fritz Tadje                      | 6 augustus 1944 | augustus 1944   |
| Hauptmann    | Gert Schmock †                   | augustus 1944   | 25 maart 1945   |
| Leutnant     | Koch                             | 25 maart 1945   |                 |
| Hauptmann    | Josef Rieß                       | 15 april 1945   |                 |

Oberleutnant Werther, Hauptmann Tadje en Leutnant Koch waren alle drie slechts tijdelijk plaatsvervangend commandant. Hauptmann von Jena raakte gewond. Hauptmann Schmock sneuvelde na de Britse Rijn-overgang.